# Ultimate X, le film
 (avril 2024).
Pour plus de détails, voir Fiche technique et Distribution.
Ultimate X, le film (Ultimate X: The Movie) est un documentaire américain réalisé par Bruce Hendricks, sorti en 2002.

## Distribution
- Tony Hawk : lui-même
- Travis Pastrana : lui-même
- Dave Mirra : lui-même
- T.J. Lavin : lui-même
- Bucky Lasek : lui-même
- Jason Ellis : lui-même
- Brian Deegan : lui-même
- Ryan Nyquist : lui-même
- Bob Burnquist : lui-même
- Mat Hoffman : lui-même
- Selema Masekela : elle-même
- Carey Hart : lui-même
- Cory "Nasty" Nastazio : lui-même
- Stephen Murray : lui-même
- Fabiola Da Silva : elle-même (en Fabiola)
- Eric Koston : lui-même
- York Alec Shackleton : lui-même (en York Shackleton)